# قلعه مظفری
قلعه مظفری مربوط به اواخر دوره قاجار - اوایل دوره پهلوی است و در الشتر (شهرستان سلسله)، خیابان ۲۴ متری امتداد خیابان امام خمینی واقع شده و این اثر در تاریخ ۱۰ مهر ۱۳۸۰ با شمارهٔ ثبت ۴۱۴۶ به‌عنوان یکی از آثار ملی ایران به ثبت رسیده است.
قلعه مظفری واقع در الشتر، یکی از بناهای تاریخی  شهرستان سلسله   به شمار می‌رود که به اواخر دوره قاجار تعلق دارد. این قلعه به وسیله یکی از خوانین محلی الشتر به نام صیدمهدی خان حسنوند مشهور به امیر العشایر بنا شده که بیانگری از تمدن قوم لک است. معماری این اثر تاریخی به دوره پهلوی اول مربوط بوده و در ساخت آن از مصالحی چون آجر، چوب، خاک، گچ، سنگ و خشت خام بهره گرفته شده و معماری آن طاق ضربی است. قلعه مظفری با مساحت کلی ۷۵۰ متر مربع و مساحت هر طبقه ۲۷۰ متر مربع، دارای زیربنایی به ابعاد ۹ در ۳۰ متر و حیاط آن به ابعاد ۲۰ در ۲۵ متر است. در گذشته بخشی از این بنای تاریخی به عنوان دارالحکومه و بخش دیگری از آن برای برگزاری آیین‌های ملی و مذهبی مورد استفاده قرار گرفته است. این قلعه در دو طبقه با پلان مستطیل و به شکل جنوبی بنا شده است. این بنای تاریخی دارای چهار برج مدور در چهارگوشه آن بوده است که در حال حاضر فقط یکی از برج‌های آن باقی مانده است. طبقه اول قلعه مظفری به روش معماری سنتی و طبقه دوم با تیر چوبی ساخته شده است که در بخش شمال غربی دارای مقداری تزئینات گچی است. بخش شاخص این بنای تاریخی برج آن است که با سنگ و آجر احداث شده است.